# Monika Beňová

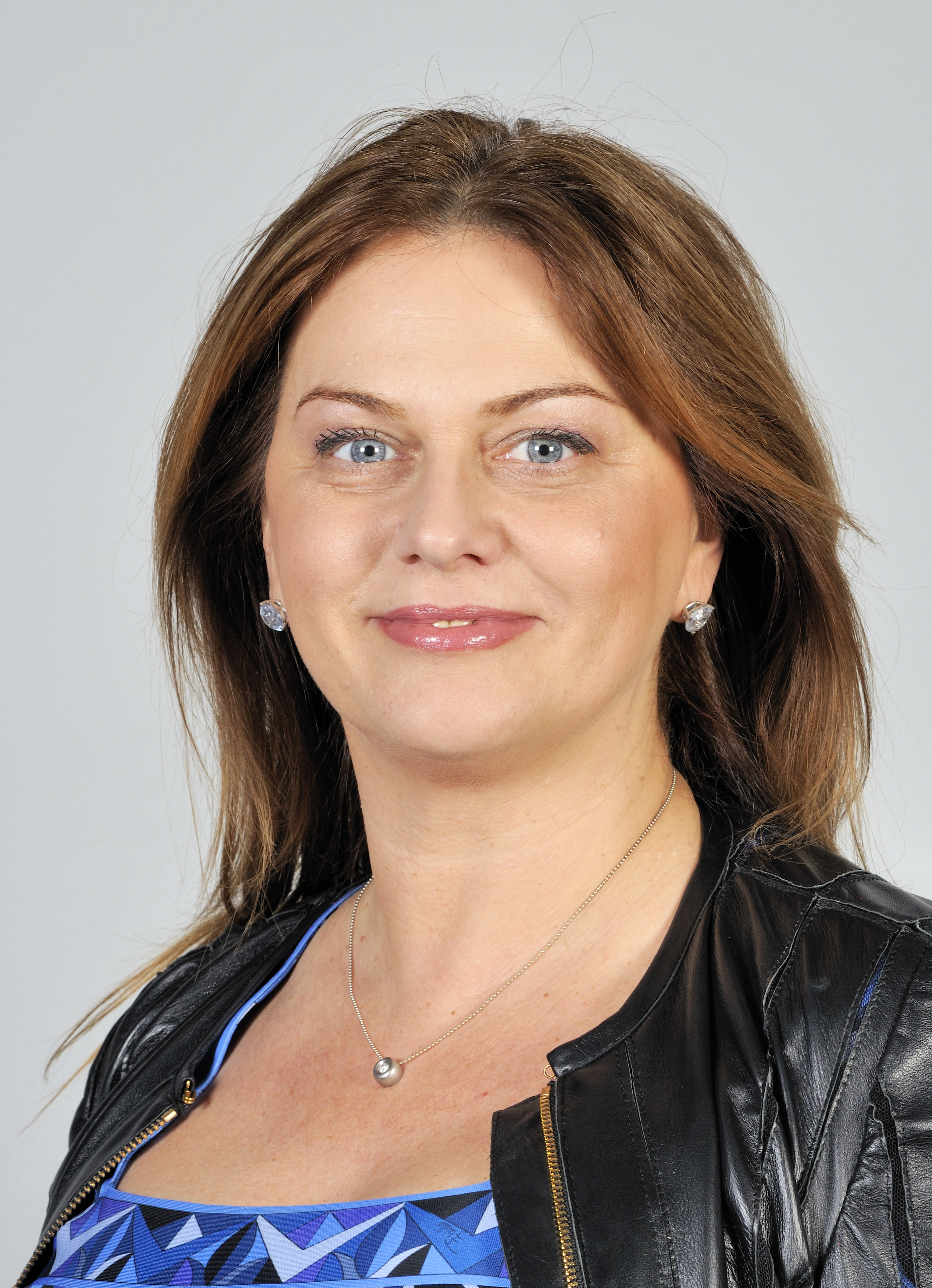
Monika Flašíková Beňová (2014)

Monika Beňová este un om politic slovac, membru al Parlamentului European în perioada 2004-2009 din partea Slovaciei.
1. ↑  Monika Flašíková-Beňová, Česko-Slovenská filmová databáze
2. 1 2  Deputații în Parlamentul European